# Drenova (gmina Brus)
Drenova (cyr. Дренова) – wieś w Serbii, w okręgu rasińskim, w gminie Brus. W 2011 roku liczyła 79 mieszkańców.